# Мировая серия 2014
Мировая серия 2014 года (англ. 2014 World Series) — решающая серия игр Главной лиги бейсбола в сезоне 2014 года, в которой встречались победитель Национальной лиги «Сан-Франциско Джайентс» и чемпион Американской лиги «Канзас-Сити Роялс». Серия проходила в формате из семи игр до четырёх побед. Преимущество поля имел клуб из Канзас-Сити, так как в матче всех звёзд, проходившем 15 июля в «Таргет-филде», победу одержала команда Американской лиги. Первая игра серии прошла 21 октября, а последняя, седьмая игра, состоялась 29 октября 2013 года. В серии «Джайентс» одержали победу над «Роялс» в семи матчах, став чемпионом Мировой серии в третий раз за последние пять лет, а также завоевав третье чемпионство после переезда из Нью-Йорка в Сан-Франциско. Всего же это чемпионство стало восьмым в истории клуба.
«Джайентс» одержали первую победу в серии благодаря отличной игре стартового питчера Мэдисона Бамгарнера. «Роялс» удалось выиграть вторую и третью игры, в которых уже хорошую игру демонстрировали реливеры Канзас-Сити Кельвин Герерра, Уэйд Дэвис и Грег Холланд. «Джайентс» были сильнее в четвёртой и пятой играх, набрав 11 очков в четвёртом матче, а в пятом Бамгарнер отыграл полную игру, не пропустив ни одного очка. В шестой игре «Роялс» набрали десять очков, что позволило им одержать победу и перевести серию в решающую игру. Последний матч серии закончился со счётом 3:2 в пользу «Джайентс», у которых отличились Пабло Сандоваль, Хантер Пенс и Майкл Морс. Бамгарнер вышел в качестве реливера и провёл пять сухих иннингов.